# Pacto de Paris

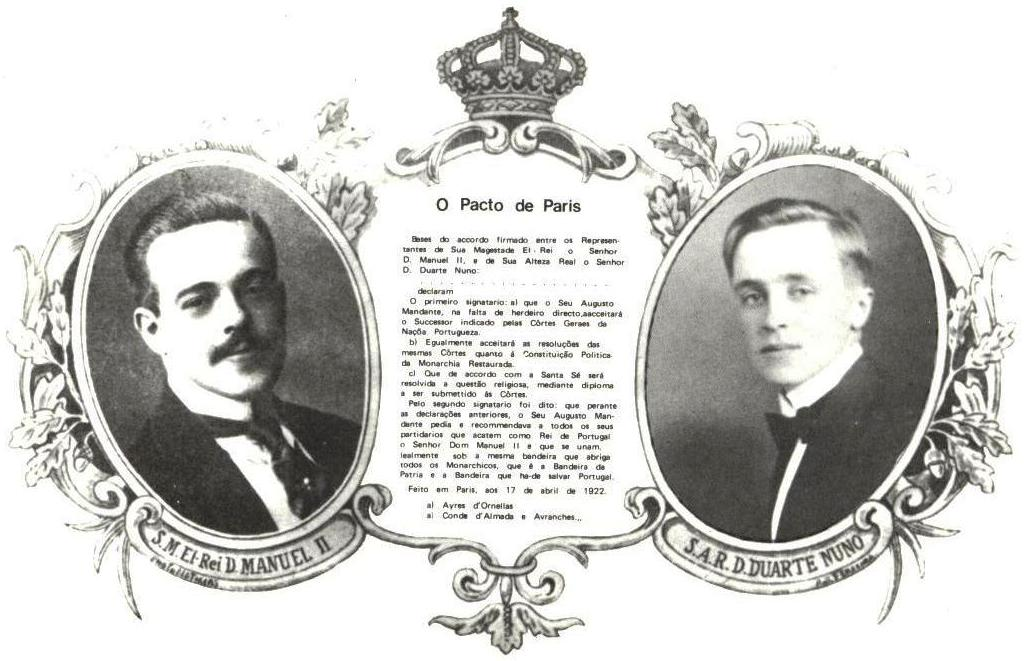
Texto do documento ladeado pelos signatários.

O Pacto de Paris foi um acordo alegadamente celebrado a 17 de Abril de 1922, na cidade de Paris, entre o rei D. Manuel II de Portugal e Aldegundes de Bragança, condessa de Bardi, representante do seu sobrinho do ramo miguelista, o pretendente Duarte Nuno de Bragança, ambos no exílio, e firmado através dos respetivos procuradores. Estes foram, por parte da condessa de Bardi, o conde de Almada e Avranches, D. Lourenço de Jesus Maria José Vaz de Almada e pela fação constitucionalista o Tenente-Coronel Aires de Ornelas e Vasconcelos, lugar-tenente do rei D. Manuel II. Este acordo surge como sequência e desenvolvimento dos princípios estabelecidos anteriormente em outro alegado acordo designado por Pacto de Dover.
Este último estabeleceria, como objetivo primordial e comum de todos os ramos da Casa de Bragança, a restauração da monarquia em Portugal, sendo que, por um lado, o pretendente Miguel Januário de Bragança renunciava "aquilo a que chamo os meus direitos" e reconhecia a D. Manuel II a titularidade do trono; enquanto que, pelo seu lado, o rei D. Manuel II reconheceria que, na falta de herdeiro direto, lhe sucederia um príncipe do ramo descente do então já ex-infante D. Miguel. A redação do Acordo de Paris é menos precisa, limitando-se o representante de D. Manuel II a declarar que aceitava o seu sistema político governativo e Sucessor indicado pelas Cortes Gerais da Nação Portuguesa.
O primeiro acordo, na redação que lhe foi dada pelo Comandante Henrique de Paiva Couceiro, é contestado por autores ligados ao ramo liberal, sendo que o segundo não é bem acolhido pelos sectores de pensamento afetas ao miguelismo, bem como não foi do agrado da junta do Integralismo Lusitano (a qual, posteriormente, se viria a desvincular da obediência ao rei D. Manuel II e a reconhecer como legítimo soberano o pretendente do ramo banido miguelista Duarte Nuno, que viria a ser "aclamado" como D. Duarte II em 1932 pelo próprio lugar-tenente de D. Manuel II e por alguns grupos e personalidades monárquicas ativas à data) pois pretendiam que se tivesse ido mais longe e a sua implantação fosse mais efetiva.